# Хамина
Ха́мина (до получении Финляндией независимости — Фридрихсга́м, фин. Hamina, швед. Fredrikshamn) — город в Финляндии на берегу Финского залива. Расположен в Южной Финляндии в провинции Кюменлааксо.

## География
- Общая площадь — 1.155 кв.км.
- Расположен вблизи автострады E18 Ваалимаа — Санкт-Петербург.
- Расстояние от города до:
  - границы с РФ 40 км
  - до Санкт-Петербурга 240 км.
  - Хельсинки 150 км.
  - Коувола 50 км

## История

### Швеция
В 1653 году, в период губернаторства в Финляндии Пера Браге Младшего деревня Вехкалахти получила статус города под названием Векелакс Нюстад (швед. Veckelax Nystad) или Вехкалахден Уусикаупунки (фин. Vehkalahden Uusikaupunki) — Новый город Вехкалахти. Однако в то время город не представлял собою ничего особенного — поселение численностью в несколько сот человек. Большая часть людей жила в сельской местности, в деревнях.

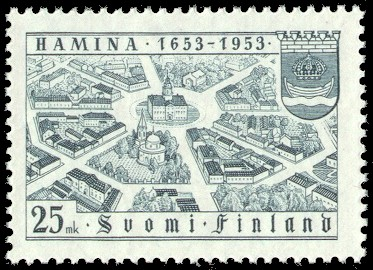
Хамина на почтовой марке Финляндии. 1950 г.

В 1710 году в ходе Северной войны русская армия начала военные действия в Прибалтике и Финляндии. В том же году был занят Выборг. В 1712 году был разрушен Вехкалахти, а в 1713 году взяты Гельсингфорс и Або. Война завершилась в 1721 году Ништадтским мирным договором, по которому Россия возвращала Швеции Великое княжество Финляндское, кроме части Карелии (т. н. Старая Финляндия). Вехкалахти оказался на территории, оставшейся за Швецией (швед. Kymmenegårds och Nyslotts län), и начал отстраиваться как приграничный город — новая граница пролегла совсем рядом.

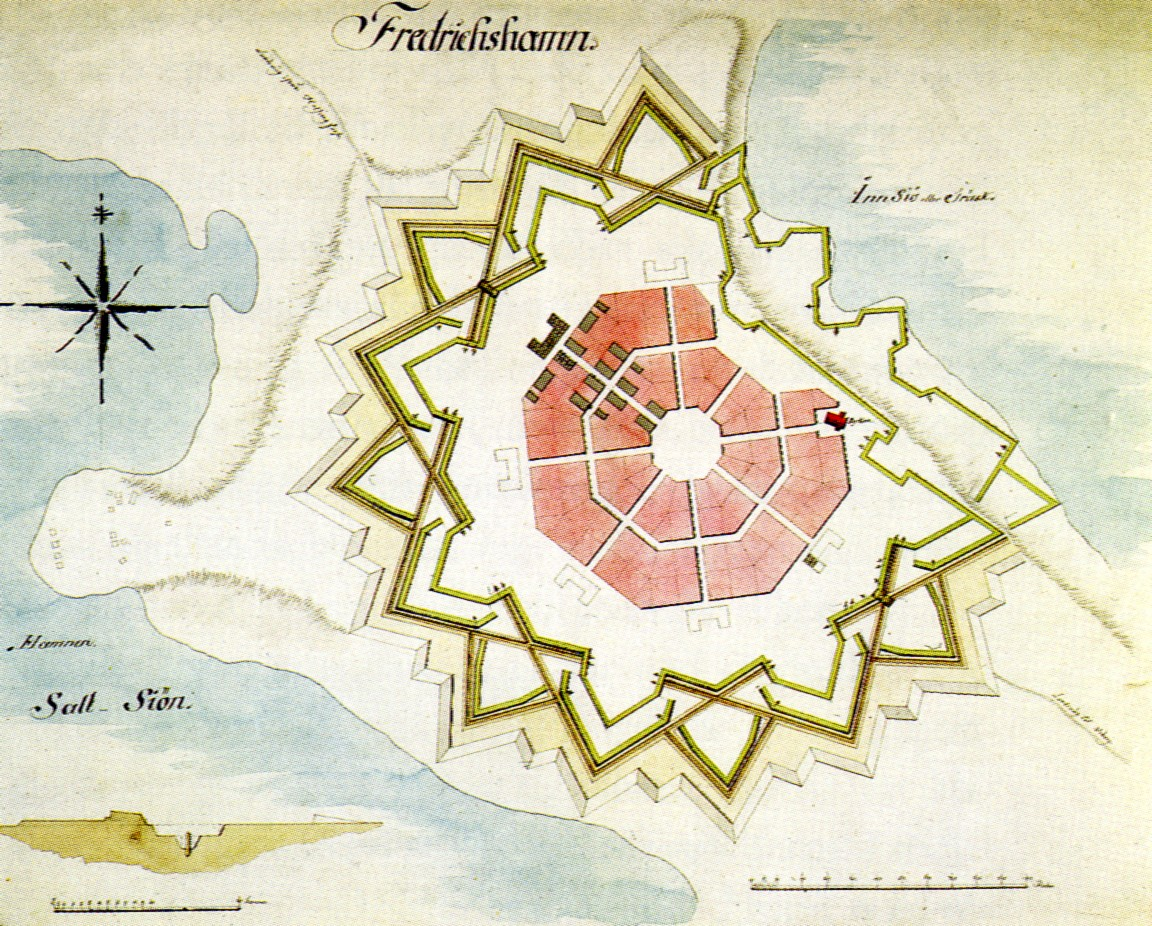
Фредриксхамн, 1720 год

Через два года, в 1723, город был переименован во Фредриксхамн (швед. Fredrikshamn, «гавань Фредрика») в честь новоизбранного в 1720 году короля Швеции Фредрика I. Население стало увеличиваться и вскоре шведоязычная буржуазия воодушевилась идеей создания собственного шведоязычного церковного прихода.
В 1741 году началась новая русско-шведская война. В конце июня 1742 года русские войска под командованием Пётра Ласси подошли к Мендолаксу. Шведские войска отошли во Фридрихсгам. Вслед за отступающим противником к Фридрихсгаму подошли русские войска. Как только шведам стали известны намерения Ласси, Карл Эмиль Левенгаупт поспешно отошел к Гельсингфорсу. Отступающие шведы сожгли Фридрихсгам. Война завершилась в 1743 году Абоским миром, по которому Россия оставляла за собой Нейшлот с крепостью Олафсборг и Кюменигордский лен, на территории которого находился Фридрихсгам. Завоёванные территории вошли в состав Выборгской губернии.

### Россия

#### Выборгская губерния
Летом 1783 года во Фридрихсгаме по инициативе шведского короля Густава III состоялась его встреча с российской императрицей Екатериной II. Поездка во Фридрихсгам была предпринята Густавом с целью выяснения намерений Екатерины II относительно Османской империи и Крыма, а также её отношения к планам захвата Швецией Норвегии. Со своей стороны Екатерина II добивалась в то время сближения со Швецией в связи с подготовкой России к войне с Турцией.
После двухлетней русско-шведской войны 1788—1790 годов, основные события которой происходили на море, Александр Суворов по приказанию Екатерины II начал в 1791 году восстановление Фридрихсгамской крепости. Во время войны у Фридрихсгама 4(15) мая 1790 года произошло морское сражение, завершившееся победой шведского флота. 
К началу 1808 года между Фридрихсгамом и Нейшлотом, вдоль границы, расположились русские войска. В феврале началась война между Россией и Швецией, известная также как «Финская война». Она длилась до сентября 1809 года, когда во Фридрихсгаме был заключён мирный договор.

#### Великое княжество Финляндское

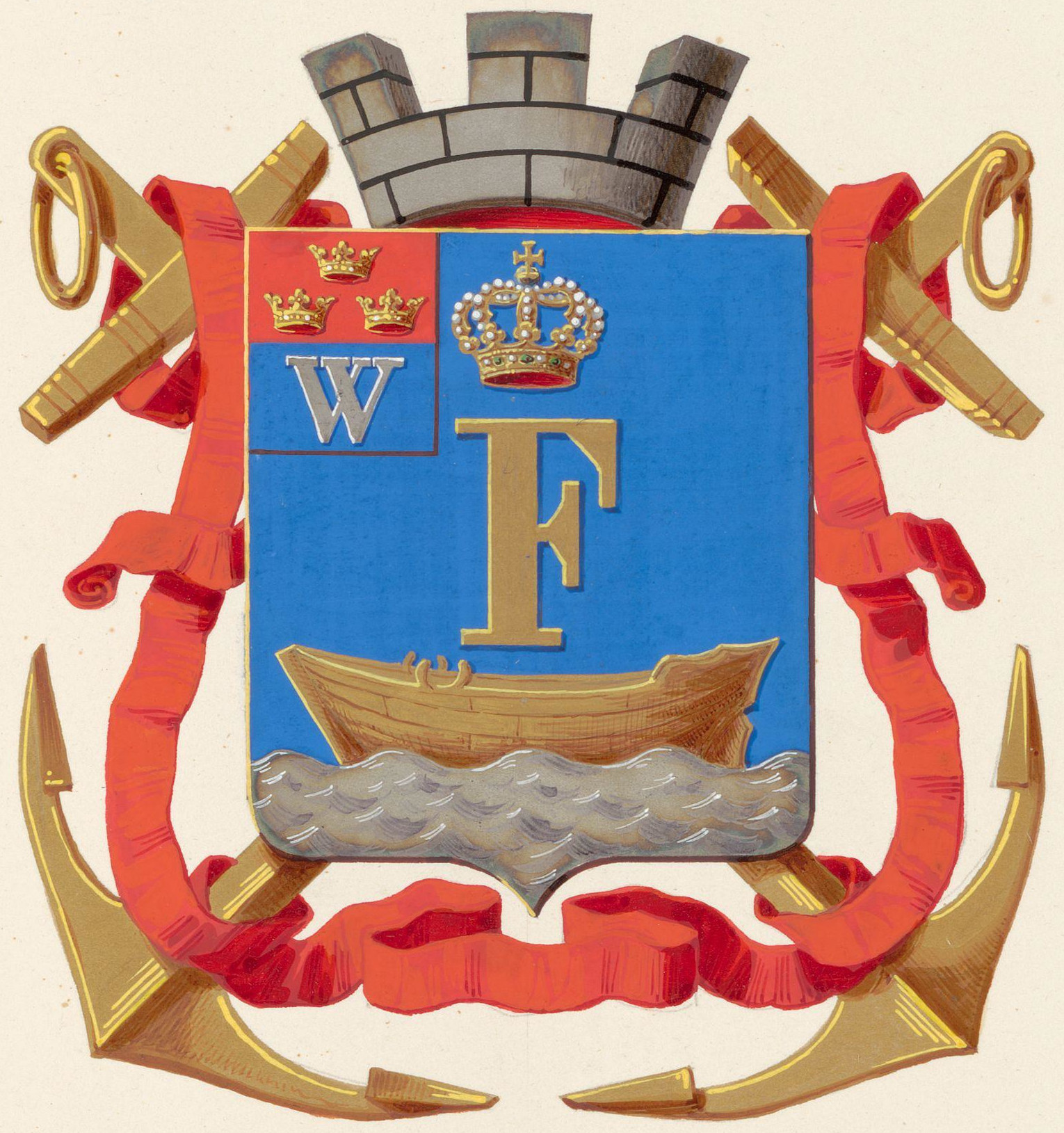
Герб Хамины.

Согласно указу императора Александра I от 11 декабря 1811 года «О присоединении к Финляндии Выборгской губернии» Выборгская губерния (и в том числе Фридрихсгам) была присоединена к Великому княжеству Финляндскому.
После Отечественной войны 1812 года Александр I распорядился надежнее укрепить все рубежи близ границы со Швецией. И со всего северо-запада империи осужденных за членовредительство бывших рекрутов стали направлять не в Сибирь, а «в вечныя крепостныя работы» в Выборгскую губернию, во Фридрихгамскую крепость.
В 1821 году в город значительно пострадал от пожара, в результате которого выгорело до 90 % центра Фридрихсгама.
В 1855 году население города составляло 3,5 тысяч человек, однако в последующие два десятилетия снизилось до 2,7 тысяч. В 1900 году число шведоговорящего населения составляло примерно 18 % или 503 человека. С 1903 года официальными языками города стали финский и шведский языки.

### Независимая Финляндия
- В 1918 году в городе были убраны названия улиц на русском языке.
- В 1931 г. начал работать муниципалитет г. Хамина
- В годы войны 1939—1944 в результате бомбёжек было разрушено более 60 зданий.
- В 1945—1949 гг. построено более 500 новых домов.
- В 1953 г. в результате создания территориального объединения, в которое вошли кроме Хамина, Пойтсила (фин. Poitsila), Хилло (фин. Hillo) и Питяянсаари (фин. Pitäjänsaari), число жителей Хамина составило более 9000 человек.
- В 1960 г. в Хамина построен нефтяной порт.
- В 1988 г. грузооборот морского порта Хамина превысил 5 млн т.
- В 2002 г. произошло объединение Хамина и Вехкалахти (фин. Vehkalahti).
- В 2003 г. исполнилось 350 лет со дня образования г. Хамина.

## Экономика
В 2009 году американская компания Google, выкупив здание бывшего бумажного завода, открыла в городе дата-центр, начавший свою работу в сентябре 2011 года. В 2012 году, в ходе расширения центра, компания вложила в него 150 млн евро, а число постоянно работающих составило 125 человек. В общей сложности за четыре года Google инвестировал в дата-центр около 350 миллионов евро. На 2014 год новые инвестиции составили 450 млн евро. В 2019 году достигнута договорённость о дополнительных инвестициях в размере 600 млн евро. Таким образом совокупные вложения Google в Хамина превысят два миллиарда евро.
На 2014 год запланировано открытие завода российской фармацевтической компании Pharmbiotech Oy в производственном здании рядом с портом Хамина. Общий объём инвестиций составит около 2 млн евро.

## Население
- Количество жителей (по состоянию на 31.12.2005) — 22,0 тыс. чел.

## Распределение населения по отраслям промышленности
- - Основные отрасли производства — 5,3 %
  - Перерабатывающая промышленность и производство ТНП — 26,8 %
  - Сфера услуг — 66,2 %
  - Прочие — 1,7 %

## Туризм
- В городе:
  - более 30 различных гостиниц, кемпингов и домашних гостиниц. Цены в зависимости от гостиницы от 30 до 150 евро за сутки проживания.
  - более 50 музеев и исторических объектов
  - в городе ок. 40 ресторанов, кафе, баров и др. пунктов общественного питания
  - В городе и окрестностях города более 40 мест организации прекрасной рыбалки, стоимость разрешения на рыбалку от 6 (на 7 дней) до 27 евро (на сезон), людям до 18 лет и старше 65 лет разрешение не требуется.

## Достопримечательности
- Храм Петра и Павла
- Ратуша
- Церковь Святой Марии
- Церковь Святого Иоанна
- Фридрихсгамская крепость

## Города-побратимы
- Фалун, Швеция
- Рёрус, Норвегия
- Вординборг, Дания
- Пайде, Эстония